# إسطركن
الإسطركن أو ستريكنوس (الاسم العلمي:Strychnos) هو جنس من النباتات يتبع الفصيلة اللوغانية من رتبة الجنطيانيات.

## أنواع الإسطركن
- إسطركن الجوز اللطيف
- إسطركن الجوز المقيء
- إسطركن إبري
- إسطركن إبريقي الشكل
- إسطركن إبطي
- إسطركن إكوادوري
- إسطركن أجرد
- إسطركن أزب
- إسطركن أزغب
- إسطركن أسود الثغيرة
- إسطركن أصفر
- إسطركن أطلسي
- إسطركن أغبس الشعر
- إسطركن أفزلي
- إسطركن ألفي النقط
- إسطركن أمازوني
- إسطركن أنغولي
- إسطركن أوجيني الأوراق
- إسطركن برازيلي
- إسطركن بنمي
- إسطركن بيضوي
- إسطركن ثلاثي
- إسطركن ثلاثي العروق
- إسطركن ثنائي التفرع
- إسطركن ثنائي اللون
- إسطركن جميل
- إسطركن جنتومي الأوراق
- إسطركن حاد
- إسطركن حقلي
- إسطركن خادع
- إسطركن خشبي الأوراق
- إسطركن خماسي الأزهار
- إسطركن ذهبي الأوراق
- إسطركن ذو رائحة
- إسطركن رفيع الأزهار
- إسطركن زغبي الأزهار
- إسطركن زنكري
- إسطركن زيتي الثمار
- إسطركن شبكي العروق
- إسطركن شبه قلبي
- إسطركن شعري العروق
- إسطركن شفافي
- إسطركن شوكي
- إسطركن صافي
- إسطركن صغير الأزهار
- إسطركن صغير الأوراق
- إسطركن طويل الذيل
- إسطركن طويل الساق
- إسطركن عسلي الرائحة
- إسطركن غردنري
- إسطركن غليظ الثمار
- إسطركن غوسويلري
- إسطركن غوياني
- إسطركن قصير الأزهار
- إسطركن قصير الأزهار
- إسطركن كبير الأوراق
- إسطركن كثير الأزهار
- إسطركن كثيف الأزهار
- إسطركن كموني الرائحة
- إسطركن كولومبي
- إسطركن كونغولي
- إسطركن لاذع
- إسطركن لامع
- إسطركن لبدي
- إسطركن متشعب
- إسطركن متصالب
- إسطركن متغير
- إسطركن متفشج
- إسطركن مدغشقري
- إسطركن مزدوج الشعر
- إسطركن مسود
- إسطركن ملون الخشب
- إسطركن ملون السداة
- إسطركن منعطف الذيل
- إسطركن مهمل
- إسطركن ناعم
- إسطركن ناعم البذور
- إسطركن ناعم الفروع
- إسطركن حامل السم
- إسطركن نجمي الأزهار
- إسطركن نيكاراغوي
- إسطركن واليشياني
- إسطركن ياقوتي